# Charles Freeman
Pour les articles homonymes, voir Freeman.
Charles E. Freeman (né le 12 décembre 1933 à Richmond (Virginie) et mort le 2 mars 2020) est un juge américain, juge à la Cour suprême de l'Illinois de 1990 à 2018. Il est Chief justice de la Cour suprême de l'Illinois entre 1997 et 2000.